# Сокол (Населица)
Сокол или Парохтио (на гръцки: Παρόχθιο, катаревуса: Παρόχθιον, Парохтион; до 1927 година Συγκόλιον, Синголион) е бивше село в Егейска Македония, Република Гърция, дем Горуша (Войо), област Западна Македония.

## География
Селото е разположено на 630 m надморска височина, в областта Населица на около 10 km южно от град Неаполи (Ляпчища) и около 7 km югоизточно от Цотили. Землището на селото на юг граничи с гревенското село Климатаки.

## История

### В Османската империя
В края на XIX век Сокол (Сингол) е чифлишко село в южния край на Населишка каза на Османската империя. Според Васил Кънчов в 1900 в Соколъ живеят 30 валахади (гръкоезични мюсюлмани).
На Етнографската карта на Битолския вилает на Картографския институт в София от 1901 година Сокол е чисто помашко (гръцко мохамеданско) село в казата Населица на Серфидженския санджак с 6 къщи.
Според статистика на Серфидженския санджак на гръцкото консулство в Еласона от 1904 година в Синголион (Συγκόλιον), Населишка каза, живеят 50 гърци елинофони християни.

### В Гърция
През Балканската война в 1912 година в селото влизат гръцки части и след Междусъюзническата в 1913 година Сокол остава в Гърция. Чифликът пострадва при войните, тъй като през 1913 година при първото преброяване от новата власт в него не са регистрирани жители.
През 1920-те години в селището са заселени гърци бежанци от Мала Азия. В 1928 година то е представено като изцяло бежанско село с 20 бежански семейства или 68 души бежанци.
В 1927 година името на селото е сменено на Парохтио.
През 1950-те и 1960-те години селището е обхванато от миграционните движения към градовете и чужбина, поради което към края на 1960-те години е изоставено. Днес всички постройки са разрушени, с изключение на църквата „Свети Безсребреници“ и на сградата на началното училище.
| Година    | 1913 | 1920 | 1928 | 1940 | 1951 | 1961 | 1971 | 1981 | 1991 | 2001 | 2011 | 2021 |
| --------- | ---- | ---- | ---- | ---- | ---- | ---- | ---- | ---- | ---- | ---- | ---- | ---- |
| Население | 0    | 0    | 65   | 189  | 121  | 92   | 0    | 0    | 0    | 0    | 0    | 0    |